# Dicle
Dicle (Pîran en kurde) est une ville et un district de la province de Diyarbakır dans la région de l'Anatolie du sud-est en Turquie.

## Personnalités liées à Dicle
- Emine Ayna (1968-), femme politique, y est née.